# 榊原郁三
榊原 郁三（さかきばら いくぞう、1893年〈明治26年〉6月28日 - 1974年〈昭和49年〉9月25日） は、日本の自動車実業家、自動車技術者である。榊原はアート商会を創業し、後にアート金属工業へと改組し、同社をピストン製造の大手企業へと発展させた。
本田技研工業の創業者である本田宗一郎の若い時分の雇い主だったことでも知られる。（→#本田宗一郎との関係）

## 略歴
榊原家は武士の家系で、上田藩領主の藤井松平家に出仕し、特に財務家としての能力を代々評価され、勘定方を拝命していた。しかし、明治維新に伴い失業し、榊原郁三の父である泰一郎は手先の器用さを活かして家具職人に転身して暮らしていた。
泰一郎は「これからの世の中、科学で身を立てるがよい」を口癖としており、子である榊原も子供の頃からまず木工に親しみ、小学生の時に木製の自転車を自作して村の人々を驚かせてしまうような子供だった。
榊原は10歳の頃に起きた日露戦争（1904年 - 1905年）で刺激を受け、高等小学校に入る頃には飛行機づくりを夢見るようになり、家業を手伝いながら模型飛行機の製作と飛行実験に熱中した。

### 伊賀飛行機研究所
1911年（明治44年）8月、18歳の時に上京し、伊賀氏広が主宰する伊賀飛行機研究所で住み込みの書生となり、ほどなく、伊賀の飛行機製作を手伝うことを許された。
この時に兄弟子の太田祐雄と知り合い、後に盟友となる。研究所では、鍛冶職人の子である太田はエンジン製作を手伝い、一方、榊原は機体製作を手伝い、得意とする木材加工の腕を活かした。太田とは得意分野が異なり、互いに研究熱心で常に工夫をするという共通点があるなどしたことから、両者は当初から気が合い、「一心同体に等しい」と呼ばれることになるほどの協力関係が終生に渡って続いた。
榊原の器用さを伊達も早々に認め、榊原は太田とともに研究所に欠かせない存在となった。この時期の伊賀は私財を投じて「伊賀式舞鶴号」の製作を進めており、1911年（明治44年）12月には試験飛行にこぎ着けたが、その初飛行は失敗に終わる。伊賀は土佐藩藩主の伊賀家（土佐安藤氏）の嫡男であり、後継者の道楽によるこれ以上の散財を看過できなくなった伊賀家は家族会議を開き、飛行機研究所の閉鎖を伊賀に命じた。
1912年（明治45年）になってほどなく、伊賀の飛行機研究所は閉鎖された。しかし、工業技術の追求を諦めきれなかった伊賀は同年8月に日比谷に東京自動車商店を設立して、ハイヤー事業と自動車の修理事業を始めた。伊賀が飛行機研究所を閉鎖したことに伴って榊原は上田に帰郷したが、伊賀に呼び出されたことで再び上京し、伊賀に従って自動車修理を始める。この時点では榊原は自動車について門外漢だったが、運転は比較的簡単に習得してしまい、横浜に住む外国人自動車技術者（ライザーという人物）に月5円の月謝を支払い、フォード車の修理技術を学ぶなどして、自動車技術について学んでいった。

### アート商会の設立
1917年（大正6年）7月、24歳で榊原は独立し、自身の自動車修理工場を設立した。当時の東京市内では赤坂や三田に自動車工場が集中していたが、榊原は伊賀や太田の工場にほど近い、本郷区湯島（後の東京都文京区湯島）に100坪の工場を借りた。社名は、当時来日した曲芸飛行家アート・スミスの曲芸飛行の妙技に榊原が感銘を覚えたことから、彼の名にちなんでアート商会と命名した。
榊原は高度な自動車修理技術を持っていたことから、アート商会の商売は着実に広がっていった。
修理工場の業務の一方で、アート商会としてレースに参戦するために、レース用のオートバイやレーシングカーの設計も手掛けた。特に榊原が設計したカーチス号は、1920年代から1930年代にかけて開催されていた日本自動車競走大会で、「常勝」と言われるほど数多くの勝利を挙げた。

### ピストン製造
榊原は優れたエンジニアであり、同商会は持ち込まれる様々な車両の修理を請け負うにとどまらず、ピストンの製造技術まで有していた。当時の日本でも海外メーカーのエンジン部品を輸入したり、日本支社を通じて購入したりすることはできたが、そうした輸入品は非常に高価だったため、アート商会は自分の工場でピストンなどの部品を製造することで大きな利益をあげていた。
当時のピストンは自動車部品の中でも消耗が激しい部品で、自動車修理を手掛ける内に、鋳鉄製ピストンの改良を思い立ったことが後のアルミ軽合金製ピストンの開発の動機となる。
1926年（大正15年）春に研究を始め、榊原は同年中にアルミ軽合金によるピストンの試作に成功し、特許を取得した。さらに改良を加えてより堅牢なものを作り上げ、内燃機関ピストンの特許を1930年（昭和5年）6月4日付けで取得した。これがその後のピストンの原型となる。
1932年（昭和7年）、ピストンの生産に目途がついたことで、榊原はアート商会を「アート軽合金鋳造所」に改称し、以降はピストンの製造が本業となった。この際、修理工場は弟の真一に譲った。
榊原は、エンジン用ピストンの製造方法と量産体制を確立したことにより、それまでピストンを輸入品に頼っていた日本の自動車産業に大いに寄与した。戦時中はアート軽合金は陸海軍の航空機用エンジンのピストンもその製造を一手に引き受けることになる。（→アート商会#戦時下のピストン製造）
榊原は戦後も同社の経営を担い、1974年（昭和49年）に死去するまで同社の経営者を務めた。同社のピストン製造事業はその間もその後も発展を続け、ピストン試作からほぼ100年後の2020年代の現在、後身であるアート金属工業はエンジン用ピストンの専門メーカー大手となっている。

### 死去
1973年（昭和48年）末頃、榊原は病床に伏すことが多くなり、周囲の者たちを心配させた。
翌1974年（昭和49年）の夏には「ゴルフをやりたい」と言うまでに回復し、榊原が再三要望したこともあってアート金属の関係者はゴルフ大会を企画し、この大会は9月25日に大浅間カントリークラブで挙行された。
大会当日、開催を喜んだ榊原は元気な姿を見せていたが、プレイ中に突然倒れ、そのまま死去した。死因は狭心症だった。

#### 死後
葬儀は死去の翌月、本田宗一郎を葬儀委員長として、上田市民会館で営まれた。
日本国政府は軽合金ピストンの開発・製造をはじめとする産業振興に果たした榊原の功績を讃え、正五位、勲三等瑞宝章を追贈した。

## 本田宗一郎との関係
榊原は、本田技研工業の創業者である本田宗一郎が少年時代に奉公した雇い主としてもよく知られている。
1922年（大正11年）、榊原はアート商会で年季奉公をしたいと言ってきた本田（当時満15歳）を丁稚として受け入れる。榊原は当初、他の丁稚たちにするのと同様、本田に雑用を命じ、本田が奉公に入って10か月となる頃に自動車整備に初めて関わらせた。
以降、本田は研鑽に励んで修理技術の腕を日進月歩で上げ、榊原も本田の熱心さを認めて「宗一」と呼んでかわいがり、奉公の2年目の正月には帰省を許すだけでなく、故郷まで帰る足としてオートバイまで貸し与えた。これは本田にとっては最初のツーリング経験となり、オートバイを気に入る契機となった。
1928年（昭和3年）、21歳となった本田が年季奉公を終えるに際し、榊原はアート商会ののれん分けを許し、本田が「アート商会浜松支店」を開業するにあたって必要な資本も貸し与えた。榊原の下に奉公に来た者たちの中で、榊原がアート商会ののれん分けを許したのは本田だけだった。
榊原は若い本田に多大な影響を与え、本田は経営者としても技術者としても榊原を手本としたと言われている。本田は榊原のことを「オヤジ」と呼んで慕い、後に尊敬する人物を問われた際は常に榊原の名を挙げた。

### 作業服は礼服
榊原の弟子である本田は、1952年（昭和27年）に藍綬褒章を皇居で授与されるにあたり、「われわれにとっては、仕事着こそ最も立派な礼服であるはずだ」と言って作業服姿で授章式に出席しようとした。

### 世界一と日本一
1965年（昭和40年）、かつて日本自動車競走大会を主催していた日本自動車競走倶楽部（NARC）の会合が開かれた際、「この倶楽部から世界一と日本一が生まれている。世界一は世界のオートバイ王、本田宗一郎氏である。日本一は榊原郁三氏（日本一のピストンメーカーを創始）」と両名とも讃えられた。

## 人物

### 家族
父の泰一郎と母のみきの間には四男三女の7子あり、榊原は三男として生まれた。後にアート商会を手伝うことになる弟の真一は四男である。

### 人材養成の考え方
榊原は人材養成に熱心で、工場で働く者は技術を身に付けると同時に、その根底にある理論も理解していなければいけないという考えを持っていた。その考えの下、アート軽合金鋳造所を設立した頃（1930年代前半）に「養成工システム」を作った。榊原は航空工学、機械工学、電気工学、応用科学などを扱った「幼年工教科書シリーズ」という平易な教本を製作し、採用が決まった工員には見習い作業と並行して、榊原を中心とした講師陣によって教科書による指導を行った。
戦時中は男の工員が戦地に取られたため、戦時体制で女の工員が増えると、機械の操作がしやすいように操作するレバーやハンドルに色のついた目印を付けるなど、能率の下がらない工夫を凝らした。鋳物工場でも女工が機械を自在に操って製品を生産し、評判を聞いて見学に訪れた日産自動車・戸畑鋳物の鮎川義介はその様子に感心したという。榊原の取り組みは他の企業からも「参考にしたい」ということで、見学者はかなりの数にのぼった。

## 栄典
- 1964年 - 紺綬褒章[43] - 上田市民会館の建設資金の一部として寄付を行ったことによる[43]。
- 1966年 - 黄綬褒章[44] - 多年にわたり自動車業界の発展に寄与した功績による[44]。

### 追贈
- 1974年 - 正五位[45][3]
- 1974年 - 勲三等瑞宝章[45][3]